# Rully (Saona i Loara)
Rully – miejscowość i gmina we Francji, w regionie Burgundia-Franche-Comté, w departamencie Saona i Loara.
Według danych na rok 1990 gminę zamieszkiwało 1635 osób, a gęstość zaludnienia wynosiła 105 osób/km² (wśród 2044 gmin Burgundii Rully plasuje się na 127. miejscu pod względem liczby ludności, natomiast pod względem powierzchni na miejscu 619.).